# 反発係数
反発係数（はんぱつけいすう、coefficient of restitution）は、2物体の衝突において、衝突前の互いに近づく速さに対する、衝突後の互いに遠ざかる速さの比のことである（衝突の前後での相対速度の大きさの比）。はねかえり係数ともいう。普通、文字e で示し、0≦e ≦1の範囲をとる単位がない値（無次元数）である。
衝突時に2物体の間でのみ力がはたらく場合、2物体全体の運動量の和は一定であるが、運動エネルギーの和は一定とは限らない。一般に衝突時には音や温度上昇が生じるので、運動エネルギーの一部が他の形態のエネルギー（音や内部エネルギーなど）に変化した場合は、2物体の質量や衝突前の速度に関わらず、衝突前に互いに近づく速さより衝突後に互いに遠ざかる速さの方が一般には小さい。このとき反発係数は値が1よりも小さくなる。
2物体が硬いほど値は1に近くなる。理想的な剛体では振動が生じ得ないので音も熱エネルギーも生じず衝突の前後で運動エネルギーの和が変化しないので、反発係数の値はe = 1となる。
衝突時に何らかの形で運動エネルギーが供給されない限り、反発係数が1よりも大きくなることはない。

## 定義式
物体1と物体2が衝突し速度がそれぞれv1 からv1' 、v2 からv2' に変わったとすると、反発係数e は
{\displaystyle e={\frac {|v'_{1}-v'_{2}|}{|v_{1}-v_{2}|}}=-{\frac {v'_{1}-v'_{2}}{v_{1}-v_{2}}}}
で定義される。

## 分類
e =1の衝突を弾性衝突 (次項参照)、0≦e <1の衝突を非弾性衝突といい、特にe =0の衝突を完全非弾性衝突という。

## 弾性衝突
反発係数が1となる衝突を（完全）弾性衝突という。弾性衝突では、運動量だけでなく運動エネルギーも保存している。
衝突で運動量と運動エネルギーの両方が保存するとき、反発係数が1になることは、以下のように示せる。

運動エネルギー保存の式として、
{\displaystyle {\frac {1}{2}}m_{1}{v_{1}}^{2}+{\frac {1}{2}}m_{2}{v_{2}}^{2}={\frac {1}{2}}m_{1}{v'_{1}}^{2}+{\frac {1}{2}}m_{2}{v'_{2}}^{2}}
{\displaystyle \Leftrightarrow {\frac {1}{2}}m_{1}({v_{1}}^{2}-{v'_{1}}^{2})={\frac {1}{2}}m_{2}({v'_{2}}^{2}-{v_{2}}^{2})}
{\displaystyle \Leftrightarrow m_{1}(v_{1}+v'_{1})(v_{1}-v'_{1})=m_{2}(v'_{2}+v_{2})(v'_{2}-v_{2})}
運動量保存の式として、
{\displaystyle m_{1}v_{1}+m_{2}v_{2}=m_{1}v'_{1}+m_{2}v'_{2}}
{\displaystyle \Leftrightarrow m_{1}(v_{1}-v'_{1})=m_{2}(v'_{2}-v_{2})}
ここで、衝突によってそれぞれの物体の速度が必ず変わると仮定すると、
{\displaystyle v_{1}-v'_{1}\neq 0}
{\displaystyle v'_{2}-v_{2}\neq 0}
よって、先程の２式を辺々割り算することができ、その結果として、
{\displaystyle v_{1}+v'_{1}=v'_{2}+v_{2}}
{\displaystyle \Leftrightarrow v_{1}-v_{2}=-(v'_{1}-v'_{2})}
これは衝突の前後で相対速度が同じ大きさで逆向きであることを示している。よって、
{\displaystyle e=-{\frac {v'_{1}-v'_{2}}{v_{1}-v_{2}}}=1}
となる。導出過程の通り、このことは物体の質量によらず成り立つ。

## 例
- ビリヤードの球が硬いのは、反発係数を1に近づけるためである。

- スポーツの球技では、球の反発係数が重要となるため、ルールでかならず指定している。ただし、反発係数を直接指定するのは分かりにくいため、通常はその球技で用いる床面に、ある高さから球を自由落下させ、床面との衝突後、球がどの高さまで上がるかという形で間接的に指定している。これは、次の一般的事実を利用したものである。物体が高さhi から自由落下し、床面に衝突した後、高さhf まではね上がったとき、空気抵抗を無視すれば、物体と床面の間の反発係数e は次式で求められる：

{\displaystyle e={\sqrt {\frac {h_{f}}{h_{i}}}}}